# Jüdischer Friedhof (Dolní Kralovice)
Koordinaten: 49° 40′ 35″ N, 15° 9′ 9,4″ O
Der Jüdische Friedhof in Dolní Kralovice (deutsch Unterkralowitz), einer tschechischen Gemeinde im Okres Benešov in der Mittelböhmischen Region, war ein jüdischer Friedhof, der vermutlich im 15. Jahrhundert angelegt wurde. Für den Bau einer Talsperre wurde der Ort in den 1960er Jahren aufgegeben und an anderer Stelle neu errichtet. Die  wertvollsten Grabsteine (Mazevot) des jüdischen Friedhofs wurden nach Trhový Štěpánov verbracht.